# Kathleen Ellis
Kathleen Ellis (Indianápolis, Estados Unidos, 28 de noviembre de 1946) es una nadadora estadounidense retirada especializada en pruebas de estilo libre, donde consiguió ser campeona olímpica en 1964 en los 4 x 100 metros.

## Carrera deportiva
En los Juegos Olímpicos de Tokio 1964 ganó la medalla de oro en los 4 x 100 metros libre —por delante de Australia y Países Bajos— y en 4 x 100 metros estilos, por delante de Países Bajos y la Unión Soviética, y bronce en 100 metros mariposa y 100 metros libre.
Y en los Juegos Panamericanos de 1967 celebrados en Sao Paulo ganó el oro en los 100 metros mariposa y el bronce en los 100 metros estilo libre.